# Guerre de Gollub
 (février 2020).
Si vous disposez d'ouvrages ou d'articles de référence ou si vous connaissez des sites web de qualité traitant du thème abordé ici, merci de compléter l'article en donnant les références utiles à sa vérifiabilité et en les liant à la section « Notes et références ».
Guerre de Gollub
La guerre de Gollub oppose pendant deux mois en 1422 les chevaliers teutoniques au royaume de Pologne et au grand-duché de Lituanie.
Elle se termine par la signature du traité de Melno, qui règle les différends territoriaux entre les chevaliers teutoniques et le grand-duché de Lituanie sur la Samogitie qui traînait depuis 1398.

## Contexte: les relations polono-teutoniques de 1411 à 1422
La paix de Toruń de 1411, consécutive à la défaite des Teutoniques à Grunwald (1410), au cours de la guerre du royaume de Pologne contre l'ordre Teutonique, ne règle pas tous les problèmes : celui de la frontière entre la Samogitie et la Prusse, notamment ; d'autre part, la Pologne revendique la Pomérélie (Poméranie orientale) et le pays de Chełmno.
Une courte guerre de la faim (en) éclate à l'été 1414. Comme les Polonais et les Lituaniens n'ont pas pu prendre les forteresses (en) des chevaliers, les parties acceptent de négocier leur différend au concile de Constance. Le Concile établit le diocèse de Samogitie à Varniai et nomme Matthias de Trakai (en) comme premier évêque. Cependant, il ne parvient pas à résoudre les différends territoriaux sous-jacents.
Un nouveau cycle de négociations commence en mai 1419 à Gniewkowo avec le légat du pape, l'archevêque de Milan Bartolomeo Capra (it), comme médiateur, mais ne mène à rien.
Le différend passe alors à l'empereur Sigismond de Luxembourg, pour la médiation ultérieure. Le 6 janvier 1420 à Breslau, l'empereur rend sa décision : la paix de Toruń est valide et juste. Donc, la Samogitie appartiendra à la Lituanie seulement pendant la vie de Vytautas le Grand, grand-duc de Lituanie, et de Ladislas II Jagellon, roi de Pologne. Ensuite, elle devra retourner aux chevaliers Teutoniques. D'autres revendications territoriales polonaises sont également rejetées. L'empereur accorde aux chevaliers plus de droits qu'ils n'en demandaient lors des négociations. Cette décision a probablement été influencée par le fait que Sigismond espérait recevoir le soutien des chevaliers Teutoniques dans sa guerre contre les Hussites, soutenus par Vytautas.
Vytautas et Ladislas II Jagellon refusent catégoriquement cette décision. Ladislas II Jagellon fait appel au pape Martin V, mais sans succès.

## Déroulement de la guerre
En 1422, l'empereur Sigismond et les chevaliers Teutoniques consacrent beaucoup de ressources à la guerre contre les Hussites. Le pape a appelé à intervenir vigoureusement pour «se débarrasser de ce fléau».
Le grand maître Michael Küchmeister von Sternberg démissionne en mars 1422. Son successeur Paul von Rusdorf libère la plupart des mercenaires embauchés. L'Ordre teutonique se retrouve avec peu de soldats pour se défendre.
Vytautas et Ladislas II Jagellon prennent prétexte de leur besoin de se défendre contre les raids hussites, pour attaquer la Prusse et l'Ordre Teutonique. La guerre commence le 17 juillet 1422.
Les forces conjointes polonaise et lituanienne marchent vers le nord jusqu'à Ostróda.
Les forces teutoniques se retirent à Lubawa.
Lorsqu'il est devenu clair que les moteurs de siège n'arriveraient pas, Ladislas II Jagellon ordonne la progression vers la capitale de l'ordre Teutonique, Marienbourg.
Son armée capture Riesenburg et pille les villages environnants.
En direction du sud de la terre de Chełmno, les Polonais et les Lituaniens prennent alors Golub, mais pas Schönsee.
Ladislas II Jagellon décide de mettre fin à la guerre rapidement avant que les troupes prussiennes débordées avec l'Ordre Teutonique puissent recevoir des renforts du Saint Empire romain germanique que Paul von Rusdorf a demandés.

## Suites
Une trêve est signée le 17 septembre 1422 et la guerre prend fin dix jours plus tard avec le traité de Melno, qui met fin aux conflits territoriaux entre le grand-duché de Lituanie et les chevaliers Teutoniques.
Cependant, la Pologne reprend la guerre avec l'ordre Teutonique en 1431–1435 lorsque l'Ordre soutient Švitrigaila et non Sigismond Ier Kęstutaitis, soutenu par la Pologne, en tant que successeur de Vytautas.
- (en) Cet article est partiellement ou en totalité issu de l’article de Wikipédia en anglais intitulé « Gollub War » (voir la liste des auteurs).